# Seminarium Teologiczne im. Girolamo Savonaroli w Scranton
Seminarium Teologiczne im. Girolamo Savonaroli w Scranton – jedyne seminarium duchowne Polskiego Narodowego Kościoła Katolickiego. Seminarium kształci przyszłych księży polskokatolickich oraz świeckich pracujących w przyszłości dla dobra wspólnoty, według własnego programu metodyczno-wychowawczego.
Szkoła nosi imię Girolamo Savonaroli, florenckiego reformatora religijno-politycznego i dominikanina.